# 高砂橋 (荒川)

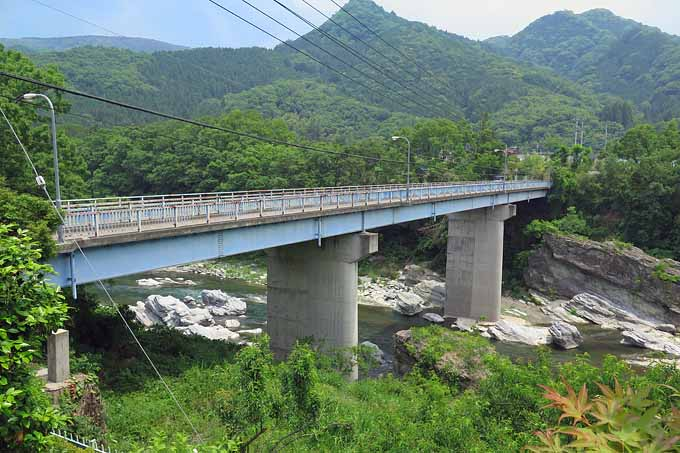
高砂橋（2014年6月）

高砂橋（たかさごばし）は埼玉県秩父郡長瀞町本野上と同井戸の間で荒川に架かる埼玉県道287号長瀞児玉線の道路橋である。また、おらく橋の異名もある。

## 概要
下流にある白鳥橋と並び、長瀞町域の中央を南北に流れる荒川で隔てられた東側と西側の地域を結ぶ要所となっている橋である。現在の橋は1968年完成の三代目の橋で、橋長104.7メートル、幅員6.0メートル最大支間長42.0メートルの3径間のプレートガーダー橋（連続鋼鈑桁橋）である。橋の高さは水面から21メートルである。上流側には高砂橋側道橋と呼ばれる歩道橋が併設されている。側道橋に照明柱が4本立てられ照明灯が設置されている。橋の管理者は埼玉県である。両岸とも河岸段丘になっていて低水路と断崖上の段丘面との高低差が大きいことから堤防などの河川設備がなく、橋は右岸側と左岸側の段丘面を直接結んでいる。この橋を通る公共交通機関は特に設定されていない。橋の名前は橋のすぐ上流の左岸側の荒川の流路に存在する巨岩である高砂岩、あるいは橋の左岸側に存在していた小字である野上町高砂に因む。

## 歴史

### 1932年の橋

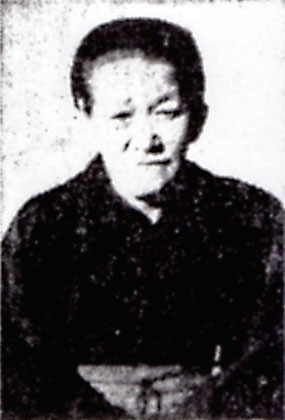
私財を投じて旧橋を架けた、磯部らく。

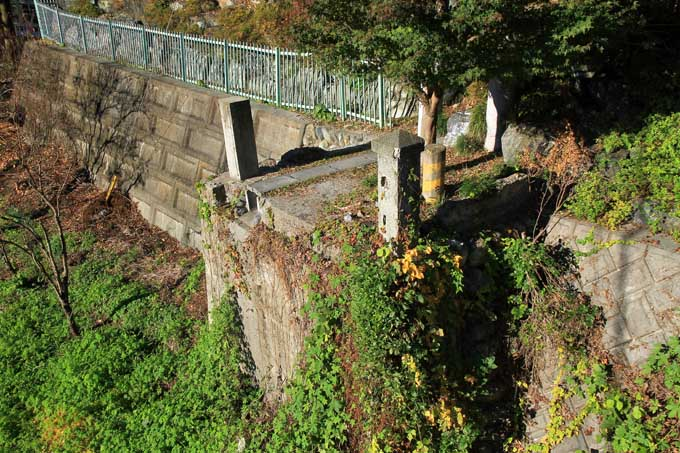
旧高砂橋の橋台の跡

高砂橋が開通する以前は「袋の渡し」と呼ばれる（「根古屋の渡し」もしくは「いっけの渡し」とも呼ばれる）1923年（大正12年）に開設された私設の渡船場で対岸を結んでいた。渡船場は高砂橋のやや下流側にあり、運行は対岸町村と共同運営で、中野上地区（旧中野上村、後の野上村）と井戸地区（旧井戸村）でそれぞれ五軒が担当した他、荒川の増水時は船を陸揚げする作業なども行った。
この付近の荒川は流速が速く、川下に流されないようにするため両岸に太い針金を横に張り、その針金と船を綱で結び付け、針金を手で繰ることで対岸とを行き来するという繰船を運行していた。この渡船場は1932年（昭和7年）の橋の架橋により廃止されている。現在、県営白鳥団地付近に渡船場への道が現存している。なお、この場所は現在の荒川ライン下りの終着点でもある。
井戸地区は秩父鉄道が通る対岸の野上村とを結ぶ橋は無く、野上へ渡るには荒川沿いの断崖を通り谷底に降りて袋の渡し、または上流にある金石の渡し（現、金石水管橋）を利用する他なく不便であった。
磯部らく（1868-1938）は困っている人を見過ごすことができない義侠心の強い女性で、元白鳥村長の夫と共に、井戸地区で悠々自適な余生を送っていた。1928年（昭和3年）近隣の野上の市街地へ行くために、両岸が断崖の荒川で通行に取手間取り難儀している井戸の人々を見かねた磯部はその義侠心から、私財を投じて井戸と野上の間に架橋を行う決心をした。なお、これとは別に1929年（昭和4年）1月16日に白鳥村会において、村民より白鳥村議員に高砂架橋の請願書が提出されていた。
橋の架設は難航したが着工から4年後の1932年（昭和7年）2月に橋の竣工にこぎつけた。橋長100メートル、幅員2メートル、高さ30メートルの木造吊り橋である。橋桁は木造でケーブルは鉄索製である。橋は架橋者によって「高砂橋」と名付けられ、2月11日に開通式が挙行された。しかし、その日の夜、無理な資金調達が祟り、磯部は土地と家を差し押さえられ村を去ってしまった。その偉業に強く感銘を受けた村出身の議員やその地域の有力者は周辺町村を動かし、その経済的困窮な状況から救済することを決め、村民が総力を挙げて磯部を呼び戻した。白鳥村は橋の架設に掛かった工事費を磯部に支払い、橋を村道に編入して村によって管理することとなった。村の人々は磯部に感謝の気持ちを込めてこの橋を「おらく橋」と呼び親しまれた。
この初代の橋は村の経費で維持され、多くの住民に利用され続けたが1938年（昭和13年）9月1日午前6時ごろに台風の集中豪雨により発生した大水害により流失した。このとき上流の親鼻橋で観測された水位は10.6メートルにも及んだ。なお、この年は奇しくも磯部が他界した年でもあった。現在、「昭和七年二月竣工」と刻まれた橋脚（橋台）が遺構として残っている。

### 1940年の橋
白鳥村が流失した橋の復旧架け換えを行い、1940年（昭和15年）3月竣工した。二代目の橋は初代の橋とほぼ同様の規模及び構造の木製の橋面を持つ吊り橋である。橋長101.1メートル、幅員2.68メートル、水面からの高さ21メートル。橋面は先代の橋と同じ木製で、メインケーブルとハンガーケーブルは鉄索製で、主塔は鋼トラス構造を有している。また、欄干は鉄製で桁の両側に耐風索および耐風支索と呼ばれる、桁の横変位と捩れを抑制するための鋼ケーブルが設けられている。橋台は水害の影響を考慮すべく、以前よりも高く作り直された。主塔は岩の上に高い橋脚を立ててそこに設置された。主塔の設置場所が段丘面とほぼ同じ高さであるため取り付け道路の勾配や段差がなく、単径間の橋となっており側径間は有していない。人や自転車の他、自動車の通行が可能であった。竣工当時は野上町と白鳥村に架かる白鳥村所有の橋であったが1943年（昭和18年）9月8日の合併により両岸とも野上町になり、町所有の橋となった。
この橋は補修を繰り返しながら30年近く利用され続けたが、通行量の増加や木造の橋ということもあって老朽化の進行が早く、重量制限1トンの通行制限を実施していたが、それでも自動車の通行が危険な状態になったため新橋の完成を待たず、1967年（昭和42年）に廃止され取り壊された。上流側西詰に旧橋の取り付け道路跡地を利用したポケットパークが設けられ、そこから初代の橋の遺構を望むことができる。

### 1968年の橋
1956年（昭和31年）頃、高砂橋の架橋地点に玉淀第一ダムの建設計画が発表され、町はこれを契機にダムのゲートに橋を併設する案を県に陳情した。県はそれを受けて具体化を進めたが、具体化目前に文化財保護委員会より自然保護の観点から問題だとの申し立てがあったため、橋の架設はダム計画と共に中止となった。町は橋の上流にある蓬莱島を町が買い取った上で県に寄託し、その見返りに橋を県道への編入を前提とした上で架け替えを陳情した。その結果昭和41年度補正予算で三分の一補助を議決し、残りは町費と起債をもって町道橋として架設されることになり、取り付け道路工事費を含めた総工費4441万7000円（県補助2440万円、起債700万円）を掛けて1966年（昭和41年）3月28日に事業着手され、1966年（昭和41年）8月着工された。
橋の施工は上部工をトピー工業（現、日鉄トピーブリッジ）、下部工を株式会社山口組が担当した。
1968年（昭和43年）2月、埼玉県により今までの橋のやや川下側の位置に新しい永久橋が架けられ、橋長105.2メートルの3径間連続鋼鈑桁橋で完工した。また、橋の架設に合わせて取り付け道路が川下側に整備し直された。これが現在の高砂橋である。当時町が事業主体の橋としては橋長、幅員、高さ、建設費何れにおいて県内で最大規模のものであった。この三代目の橋の完成を以って、高砂橋は県道に編入された。橋は4月29日午前10時30分より栗原知事他数百名が列席する中竣工式（開通式）が行なわれ、雨宮町長によるテープカットが執り行われた後、長瀞第一小学校の児童らによる鼓笛隊を先頭に渡り初めのパレードが実施された。架設当初歩道は設置されていなかったが、橋を通行する車両の増加に伴い、歩行者の安全を守るために橋脚を上流側に拡幅して歩行者専用の専用の「高砂橋側道橋」が架設されている。2016年（平成28年）1月左岸側ポケットパークが改修され、秩父県土整備事務所がポケットパーク内に案内看板の設置が行なわれた。案内看板には高砂橋についての詳細なデータを始め、周辺の観光情報などが記されている。
この三代目の橋も年配の人たちを中心におらく橋と呼ばれている。

## 周辺

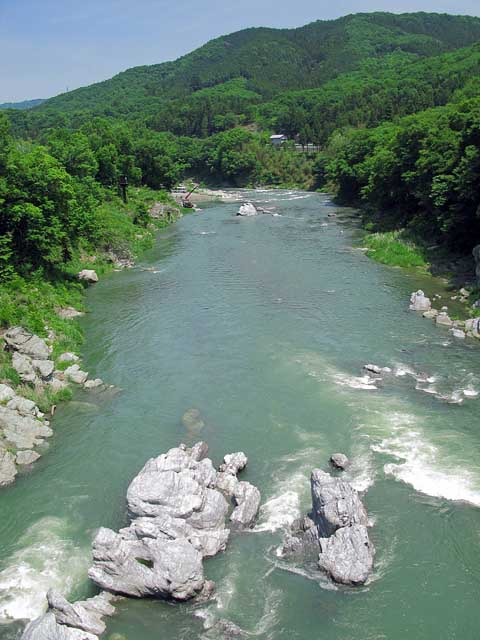
高砂橋周辺の荒川

橋の周囲は埼玉県立長瀞玉淀自然公園の区域に位置している。段丘面上は生活圏であり、高砂橋の左岸側は町の行政上の中心地で施設や民家が多く立地するが、右岸側を中心に耕作地も多くある。
また、親鼻橋から高砂橋に至る荒川流域は長瀞渓谷と呼ばれ、1924年（大正13年）に国の名勝及び天然記念物に指定されている。また高砂橋は長瀞ライン下りの終点である。
橋の上流側に深さ4.7 mにも及ぶ日本一の規模の甌穴もある。河岸は三波川結晶片岩で岩肌が目立つ。また、長瀞駅から荒川に沿って高砂橋まで約4 kmに及ぶ道路は北桜通りと呼ばれ、沿線に約600本の桜が植樹され、桜のトンネルを作り出している。なお長瀞の桜は日本さくら名所100選に選出されている。
- 野上駅
- 長瀞町役場
- 長瀞町商工会
- 長瀞郵便局
- JAちちぶ長瀞支店
- 長瀞町立長瀞中学校
- 長瀞綜合博物館 - 2013年3月31日閉館[24]
- 埼玉県立長瀞げんきプラザ
- 妙音寺弁財天
- 多宝寺・真性寺・法善寺 - 長瀞七草寺
- 八幡神社
- 天神山城 (武蔵国)
- 西浦採銅坑跡 - 下流の渡船場跡付近に所在する
- 白鳥神社
- 岩根神社・岩根山つつじ園

## その他
- 埼玉県が発行する高砂橋の橋カードが長瀞町観光情報館で配布されている[25]。橋カードには橋の写真のほか、橋に関するデータが記されている。
- 高砂橋は埼玉県のぐるっと埼玉サイクルネットワーク構想に基づき策定された「自転車みどころスポットを巡るルート」の「ぐるっと長瀞周回ルート」の経路に指定されている[26]。
- 高砂橋から上流は約6 kmもの区間、親鼻橋まで一般道路の橋は架けられていない。なお、親鼻橋は長瀞ライン下りの起点でもある[22]。

## 風景

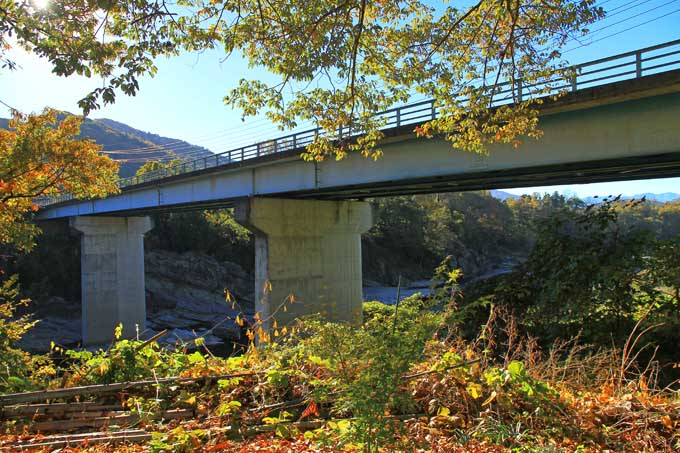
左岸下流側より望む。
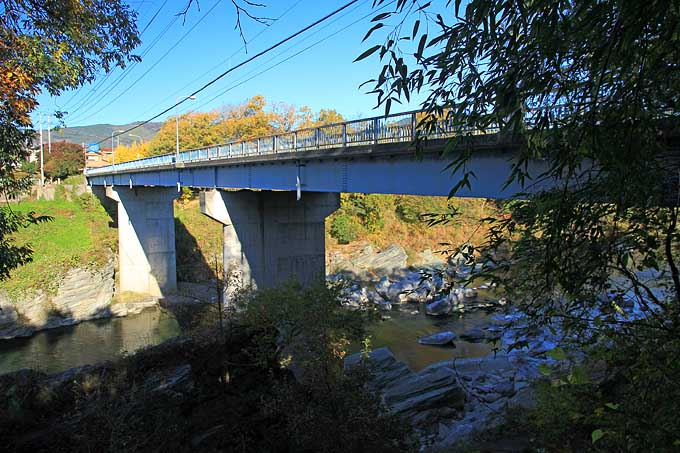
右岸上流側より望む。
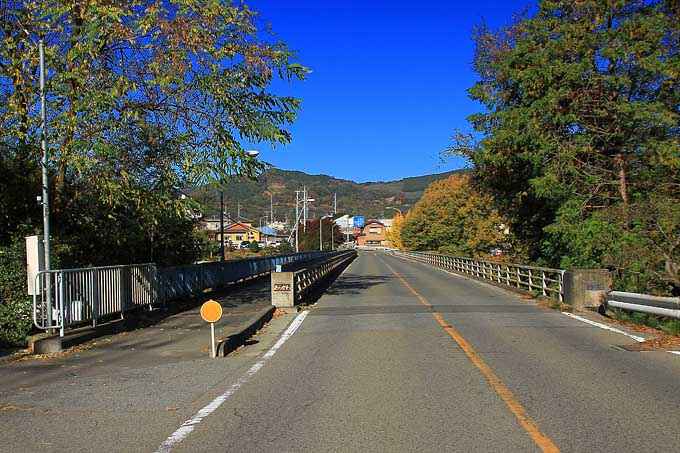
右岸側橋詰より望む。
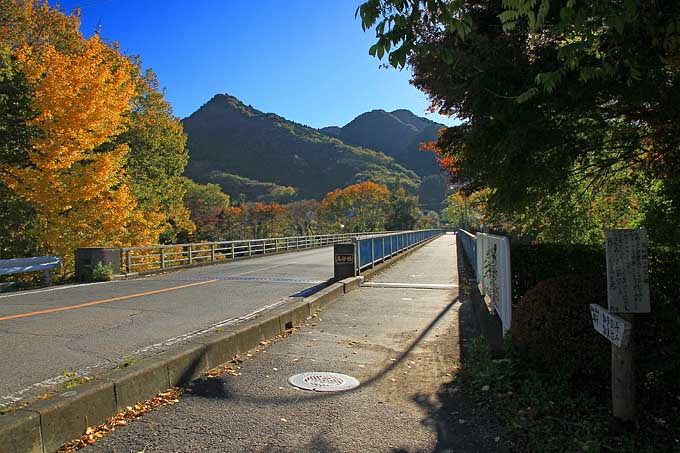
左岸側橋詰より望む。
高砂橋紹介看板。

## 隣の橋
- 荒川

（上流） - 荒川橋梁 - 金石水管橋 - 高砂橋 - 白鳥橋 - 葉暮橋 - （下流）